# Collins COBUILD Advanced Dictionary
Collins COBUILD Advanced Dictionary (wydanie 1. Collins COBUILD English Language Dictionary, wyd. 3–5 pod nazwą Collins COBUILD Advanced Learner’s English Dictionary) – jednojęzyczny słownik dydaktyczny języka angielskiego wydany po raz pierwszy w 1987 i przeznaczony głównie dla zaawansowanych użytkowników języka angielskiego jako języka obcego.
Po raz pierwszy przygotowanie słownika zostało oparte na korpusie językowym (COBUILD, kierowany przez Johna Sinclaira). Słownik został opracowany według nowej, przełomowej w leksykografii metody – pokrycia leksemów przykładami bardziej zróżnicowanymi niż do tej pory w słownikach tego typu. Szczególną uwagę skupiono na najpowszechniejszych słowach języka, np. słowo see występuje w 30 kontekstach. Słownik zastosował również inne podejście do szaty graficznej, wprowadzono dwie oddzielne, wąskie kolumny, w których podano kategorie gramatyczne i semantyczne. Wyjaśnienia formułowano pełnymi zdaniami, w treści haseł unikano skrótów (od tego pomysłu odstąpiono w 2014 roku w 8. wydaniu słownika).

## Definiowanie haseł
Definicje pisane są prostym, klarownym językiem, i mimo iż takie słowa jak something czy someone zajmują sporo miejsca, ich podanie w całości miało, zdaniem krytyków, pozytywny wpływ na zrozumienie hasła. Również hasła pisane są pełnymi zdaniami, bez równoważników, np. allotment – in Britain an allotment is a small area of land in a town which a person rents to grow plants and vegetables on. (pol. „działka”). W słowniku zwrócono również uwagę na kolokacje, czyli związki frazeologiczne, w jakich występują wyrazy

## Wydania, inspiracje
Użyteczny słownik poddawany jest aktualizacji. Oryginalne wydanie opublikowano (z powodu rozwoju cywilizacji dostępne były tylko wersje papierowe) w 1987 (dwa wznowienia w 1988, wznowienie w 1989 ISBN 0-00-370023-2, 1990, 1993). Słownik opublikował również w 1987 niemiecki Klett ze Stuttgartu (ISBN 3-12-517910-6). Drugie wydanie w 1995 (ISBN 0-00-370941-8), trzecie wydanie w 2001, czwarte wydanie w 2003 (ISBN 0-00-715800-9), piąte wydanie w 2006, szóste wydanie w 2008 (ISBN 978-1-4240-0825-4), ósme wydanie w 2014 (ISBN 978-0-00-758058-3), wydanie 10. w kwietniu 2023 (ISBN 978-0-00-844490-7).
Od 2014 wydawnictwo HarperCollins udostępnia zawartość słownika bezpłatnie w sieci WWW: https://www.collinsdictionary.com/dictionary/english.
Na tym słowniku projektu Collins COBUILD wzorowany był Inny słownik języka polskiego Mirosława Bańki, zarówno pod względem opracowania haseł, jak i w warstwie graficznej.